# Адъективация
Адъектива́ция (от англ. adjective, лат. adjectīvus «прилагательное») — морфолого-синтаксический способ словообразования, являющийся частным случаем неморфологического способа. Является частным случаем транспозиции. Представляет собой переход, в основном, причастий в раздел имен прилагательных, вследствие утраты причастием морфологических признаков глагола.
Адъективация — явление менее распространенное, чем субстантивация, однако получило большое развитие в русском языке.
Влияние на образование и развитие адъективации оказали образные средства языка, такие как метафора, метонимия и эпитеты, таким образом адъективация показывает оказанное влияние литературы и литературного языка на морфологию и синтаксис.
Примеры адъективации: «блестящий характер», «поднятое настроение», «сверкающие глаза», «жгучий взгляд» и др.